# Mami Kawada Best -Birth-
Albums de Mami Kawada
Square The Circle
(2012)
Mami Kawada Best -Birth- est la 1re compilation de Mami Kawada, sorti sous le label Geneon Entertainment le 13 février 2013 au Japon.

## Présentation
Il atteint la 15e place du classement de l'Oricon et reste classé pendant 5 semaines. La version CD+Blu-ray contient son concert MAMI KAWADA 2012 LIVE TOUR 〝SQUARE THE CIRCLE.

## Liste des titres
| 1.  | Radiance                                                       |  |
| 2.  | Hishoku no Sora (緋色の空)                                     |  |
| 3.  | Akai Namida (赤い涙)                                           |  |
| 4.  | Get My Way!                                                    |  |
| 5.  | Joint                                                          |  |
| 6.  | PSI-missing                                                    |  |
| 7.  | Masterpiece                                                    |  |
| 8.  | No buts!                                                       |  |
| 9.  | See visionS                                                    |  |
| 10. | Serment                                                        |  |
| 11. | Borderland                                                     |  |
| 12. | Fixed Star                                                     |  |
| 13. | Kaze to Kimi wo Daite -2013 ver.- (風と君を抱いて -2013 ver.-) |  |
| 14. | Eclipse                                                        |  |
| 15. | Asu e no Namida (明日への涙)                                   |  |
| 16. | Birth                                                          |  |

| 1. | Recorded Liquid Room "MAMI KAWADA 2012 LIVE TOUR 〝SQUARE THE CIRCLE”" (リキッドルーム「MAMI KAWADA 2012 LIVE TOUR 〝SQUARE THE CIRCLE”」を収録) |  |